# Tu Novia
"Tu Novia" é um single da cantora argentina Lali Espósito lançado no dia 17 de novembro de 2017, entretanto o mesmo foi apresentado pela primeira vez em um show ao vivo, no dia 10 de novembro, da turnê Lali En Vivo na cidade de Buenos Aires. A faixa tem como autores de composição a própria intérprete e os produtores envolvidos em todos os projetos anteriores da artista que assinam com o nome de 3musica.

## Divulgação
A estratégia de lançamento inicial foi priorizar a divulgação da música tanto em rádios quanto na plataforma de streaming denominada de Spotify. Neste último, Lali tomou posse da rede social Instagram oficial da empresa na América Latina em que a mesma promoveu vários "stories" associados à faixa, além de que Tu Novia ingressou em várias playlists oficiais do serviço. No primeiro dia a cantora também visitou a rádio argentina Vale e ofereceu uma entrevista também à estação Mega, também nacional.
A execução da obra nas rádios nas primeiras semanas foi mínima já que a equipe da cantora não a enviou para as estações, sendo feito somente quando já estava perto de completar 1 mês de lançamento.

## Vídeo musical
O videoclipe da canção, lançado em 1 de dezembro de 2017, foi gravado em Buenos Aires em um total de 12 horas, dirigido por Oscar Roho e produzido por Gal Cine e Cristian Badaraco, o vídeo chamou atenção do público e da mídia por ser o projeto mais sensual, provocador e erótico da cantora, como destacou o Clarín. A cenografia escura trabalhada possuiu uma adição de várias mulheres pelas quais protagonizaram junto com a cantora cenas chamativas caracterizadas pelo poder feminino em ter-se como autônoma do próprio corpo e a detenção de liberdade. O uso de uma figurante segurando uma banana pegando fogo foi um dos assuntos mais comentados do Twitter.

### Controvérsias
O vídeo arrecadou cerca de 500 mil visualizações a cada dos 3 primeiros dias de lançamento no Youtube, porém ao chegar no quarto dia, já obtendo 1,4 milhões de views aproximadamente, o mesmo enfrentou problemas relatados pelos fãs no quesito de visualizações que não estavam sendo contadas neste período já que havia subido menos de 30 mil mesmo estando "em alta" na plataforma da Argentina, o que impossibilitaria a permanência no posto do top 10 já que os vídeos nesta situação estavam recebendo bem mais.

## Histórico de lançamento
| País                      | Data                   | Formato                     | Editora discográfica     |
| ------------------------- | ---------------------- | --------------------------- | ------------------------ |
| Mundo                     | 17 de novembro de 2017 | Download digital, Streaming | Sony Music Entertainment |
| Estados Unidos Porto Rico | 21 de novembro de 2017 | Download digital            | Sony Music Entertainment |
| Estados Unidos Porto Rico | 22 de novembro de 2017 | Streaming                   | Sony Music Entertainment |